# Euxoa annir
Euxoa annir là một loài bướm đêm trong họ Noctuidae.